# 知母楔孢黑粉菌
知母楔孢黑粉菌（学名：Thecaphora anemarrhenae）是属于黑粉菌目黑粉菌科楔孢黑粉菌属的一种真菌，寄生在知母上。该种分布于中国。